# (1221) Amor
(1221) Amor és un asteroide pertanyent als Asteroide Amor descobert per Eugène Joseph Delporte el 12 de març de 1932 des del Real Observatori de Bèlgica, Uccle.

## Designació i nom
Amor va rebre inicialment la designació de 1932 EA1.
Més endavant es va nomenar per Amor, un déu de la mitologia romana.

## Característiques orbitals
Amor orbita a una distància mitjana del Sol d'1,919 ua, podent allunyar-se fins a 2,755 ua. Té una inclinació orbital d'11,88° i una excentricitat de 0,4353. Triga 971,2 dies a completar una òrbita al voltant del Sol. És membre del grup Amor, al qual dona nom, caracteritzat per tenir un periheli inferior a 1,3 ua, però no creuar l'òrbita de la Terra.